# 6211 Tsubame
A 6211 Tsubame (ideiglenes jelöléssel 1991 DO) a Naprendszer kisbolygóövében található aszteroida. Shigeru Inoda és Urata Takesi fedezte fel 1991. február 19-én.